# Melomys rubicola
Melomys rubicola és una espècie de mamífer rosegador de la família dels múrids. És endèmic de Bramble Cay, un cai situat en aigües australianes de l'estret de Torres. Es tracta d'un animal nocturn. Està amenaçat per l'erosió i l'efecte dels fenòmens meteorològics sobre el cai que habita. De fet, no se n'ha observat cap exemplar des del 2009 i un informe publicat el 2016 arribà a la conclusió que l'espècie s'havia extingit. Si es confirmés aquesta circumstància, es tractaria de la primera espècie de mamífer a extingir-se a causa del canvi climàtic antropogènic.